# Hartmannswillerkopf

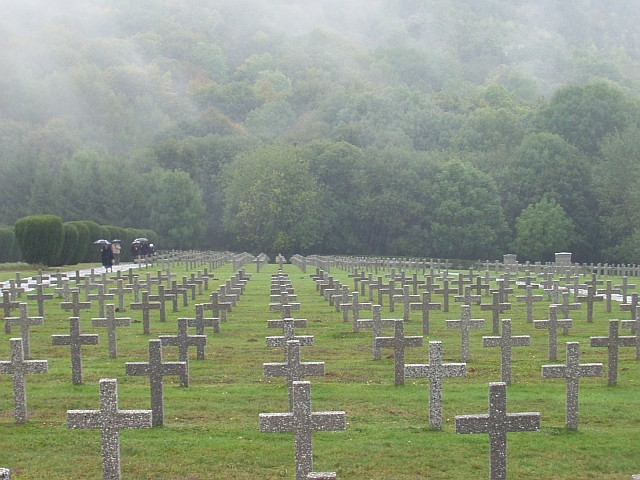
Cmentarz na Hartmannswillerkopf

Hartmannswillerkopf (znane również jako Vieil Armand) – wzgórze we wschodniej Francji, w Wogezach (Alzacja). Rejon walk w czasie I wojny światowej, podczas których poległo około 25 tys. żołnierzy.